# ORP Gardno (1983)
ORP Gardno (631) – polski trałowiec redowy o wyporności 191 ton z okresu zimnej wojny, pierwsza seryjna jednostka projektu 207P. Okręt został zwodowany 23 czerwca 1983 roku w Stoczni Marynarki Wojennej w Gdyni, a do służby w Marynarce Wojennej przyjęto go 31 marca 1984 roku. Intensywnie eksploatowana jednostka, oznaczona znakiem burtowym 631, służyła początkowo w 13. Dywizjonie Trałowców 9. Flotylli Obrony Wybrzeża w Helu, a następnie została przeniesiona do 12. Dywizjonu Trałowców 8. Flotylli Obrony Wybrzeża w Świnoujściu. Podczas długoletniej służby ORP „Gardno” uczestniczył w wielu manewrach i ćwiczeniach sił przeciwminowych NATO i Sił Zbrojnych RP. Okręt nadal służy w polskiej flocie (stan na 2018 rok).

## Projekt i budowa

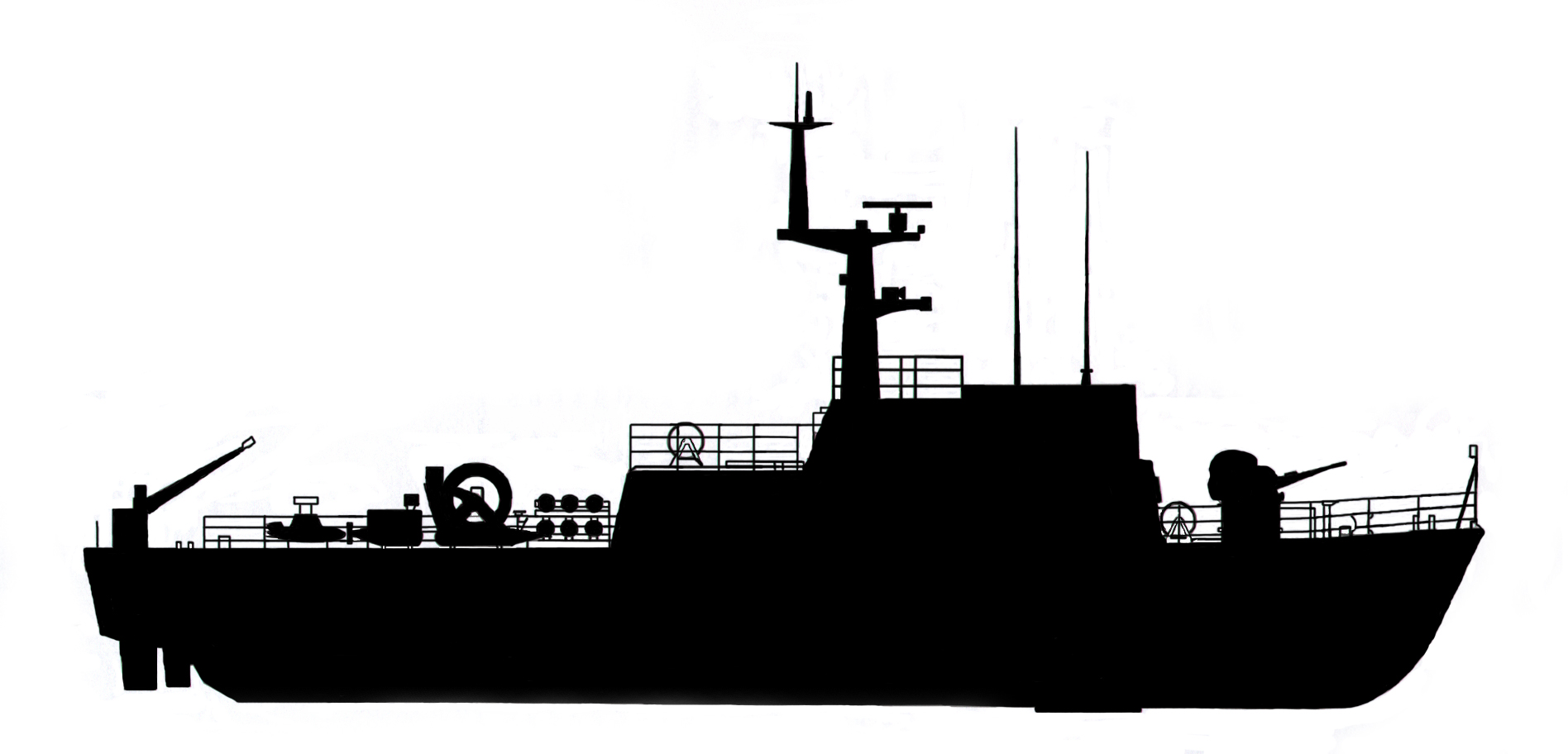
Sylwetka trałowca proj. 207

Prace koncepcyjne nad małomagnetycznym trałowcem rozpoczęły się w Dowództwie Marynarki Wojennej pod koniec lat 60. XX wieku. Według przyjętych w 1968 roku założeń okręty miały mieć drewniane kadłuby, podobnie jak w przyjętych jako wzorcowe amerykańskich trałowcach typu Bluebird oraz brytyjskich trałowcach typu Ton i Ham. Wkrótce podjęto jednak decyzję o wykorzystaniu do budowy kadłuba tworzyw sztucznych – laminatów poliestrowo-szklanych. Jednostki miały być zdolne do prowadzenia trałowań kontaktowych i niekontaktowych na wodach przybrzeżnych i otwartych Bałtyku i Morza Północnego, a także do stawiania niewielkich zagród minowych i zwalczania okrętów podwodnych.
Projektowanie nowego typu trałowców redowych rozpoczęto w 1970 roku w Biurze Projektowo-Konstrukcyjnym Stoczni Północnej i jednocześnie w Biurze Projektowym Stoczni Marynarki Wojennej. Głównym konstruktorem okrętów (pod jawnym kryptonimem „Indyk” i numerem projektu 207) był mgr inż. Roman Kraszewski, a następnie mgr inż. Janusz Jasiński, a nadzór wojskowy nad budową sprawował kmdr Kazimierz Perzanowski. Trudność budowy dużego kadłuba z laminatów spowodowała, że musiano nawiązać współpracę z Instytutem Budowy Okrętów w Zagrzebiu oraz wykonać pełnowymiarowy model części kadłuba trałowca – blok doświadczalny składający się z dwóch przedziałów wodoszczelnych z zainstalowanym silnikiem głównym, zespołem prądotwórczym wraz z koniecznymi instalacjami i wyposażeniem (żurawik, relingi, włazy, tory minowe itp.). W drugiej połowie lat 70., przy pomocy jugosłowiańskich specjalistów i sprzętu, na bloku przeprowadzono badania wytrzymałości kadłuba na wybuchy podwodne i określono wielkości pól fizycznych emitowanych przez urządzenia okrętowe.
W 1979 roku przystąpiono do budowy jednostki doświadczalnej projektu 207D (przyszłego „Gopła”), na podstawie projektu technicznego powstałego w Instytucie Okrętowym Politechniki Gdańskiej i Biurze Projektowo-Konstrukcyjnym Stoczni Północnej. Jednostkę przekazano Marynarce Wojennej w grudniu 1981 roku i poddano trwającym rok próbom i badaniom eksploatacyjnym, po zakończeniu których podjęto decyzję o budowie prototypu serii okrętów projektu 207P – ORP „Gardno”.
Trałowiec zbudowany został w Stoczni Marynarki Wojennej w Gdyni (numer stoczniowy 207P/2). Stępkę okrętu położono 4 maja 1982 roku, a zwodowany został 23 czerwca 1983 roku. Przekazanie jednostki Marynarce Wojennej odbyło się 20 grudnia 1983 roku, a uroczyste podniesienie bandery nastąpiło 31 marca 1984 roku. Trałowiec otrzymał nazwę pochodzącą od jeziora Gardno. Matką chrzestną jednostki była Krystyna Fabisz. Koszt budowy okrętu proj. 207P wynosił w 1986 roku 645 mln zł, w tym 115,6 mln zł w dewizach (1,27 mln rubli).

## Dane taktyczno-techniczne
Okręt jest przybrzeżnym trałowcem. Długość całkowita wynosi 38,47 metra (36,5 metra między pionami), szerokość całkowita 7,34 metra i średnie zanurzenie 1,64 metra. Wysokość boczna wynosi 3,82 metra. Kadłub jednostki został wykonany z laminatów poliestrowo-szklanych (LPS), składających się w ok. 60% ze spoiwa poliestrowego (żywica ANE D21M) i w około 40% ze zbrojenia z włókna szklanego, mat z pasm ciętych oraz tkanin i taśm rowingowych z pasm ciągłych. Grubość poszycia wynosi 40 mm na stępce i mocowaniach, 30–32 mm na środku dna, 25–28 mm na reszcie dna i burtach oraz 22–23 mm na pokładzie. Osiem grodzi o grubości 12–18 mm dzieli kadłub na dziewięć przedziałów wodoszczelnych. Wyporność standardowa wynosi 191 ton, normalna 199 ton, a pełna 206 ton.
Okręt napędzany jest przez dwa nienawrotne, turbodoładowane 12-cylindrowe czterosuwowe silniki wysokoprężne w układzie V M401 A1 o maksymalnej mocy 1000 KM przy 1500 obr./min każdy (produkcji radzieckiej), poruszające poprzez sprzęgła hydrokinetyczne, przekładnie redukcyjno-nawrotne SWV 25 i wały napędowe dwiema pięciołopatowymi śrubami o stałym skoku, pracującymi w stałych dyszach Korta. Siłownia okrętu przystosowana jest do bezwachtowej obsługi. Maksymalna prędkość okrętu wynosi 14,6 węzła (ekonomiczna – 10 węzłów). Okręt może zabrać 15,5 tony paliwa, co zapewnia zasięg wynoszący 793 Mm przy prędkości 14 węzłów (lub 1100 Mm przy 9 węzłach). Na rufie znajdują się dwa podwieszane, częściowo zrównoważone stery o powierzchni 1,25 m² każdy, poruszane maszynką sterową US 16TS2. Energię elektryczną zapewniają dwa generatory główne 43ZPM-52H3 o mocy 115 kVA każdy, trójfazowego prądu zmiennego 3 x 400 V/50 Hz (składające się z prądnicy i silnika o mocy 122 KM) oraz generator trałowy 52H6 prądu stałego 115 V. Jednostka zabiera też 0,73 tony oleju, 3000 litrów wody i 460 kg prowiantu, co zapewnia autonomiczność wynoszącą 5 dób. Jednostka może wykonywać zadania trałowe przy stanie morza 3 i sile wiatru 4-5 B.

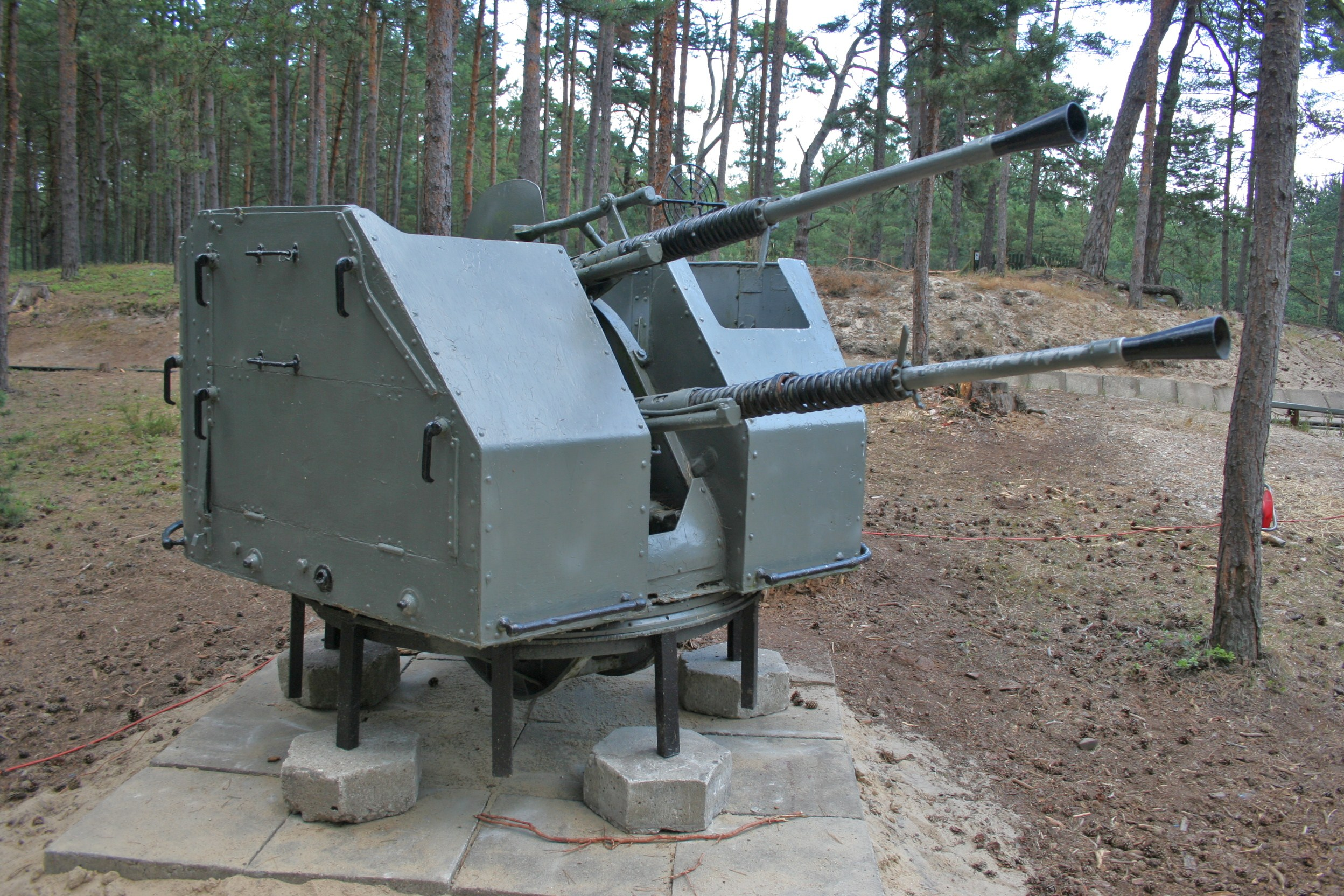
Zestaw artyleryjski 2M-3M kal. 25 mm

Uzbrojenie artyleryjskie jednostki stanowił początkowo podwójny zestaw działek automatycznych 2M-3M kal. 25 mm, umieszczony przed nadbudówką na osi symetrii okrętu. Ponadto okręt posiada dwa pokładowe tory minowe, na których może zamiennie przenosić: 6 min wz. 08/39, 24 typu JaM lub dwie zrzutnie bomb głębinowych, z łącznym zapasem 24 pocisków B-1. Wyposażenie trałowe stanowią: trał kontaktowy MMTK-1, elektromagnetyczny TEM-PE-1 i akustyczny MTA-1. Wyposażenie radioelektroniczne obejmowało radziecki sonar podkilowy MG-79 (z żyrostabilizatorem S-3M i urządzeniem podnośno-opuszczającym POU-18), radar nawigacyjny TRN-823, system rozpoznawczy „swój-obcy” typu Chrom-K, radiostację UKF R-625, radiostację KF R-615, odbiornik radiowy EKD 315, radionamiernik ARC-1402 i system określania pozycji Gałs. Jednostka wyposażona była też w wyrzutnie dla czterech świec dymnych MDSz, żyrokompas GKU-2, kompas magnetyczny UKP-10M, echosondę 4301, log IEŁ-2M i radiotelefon FM 309/2. 
Jednostka została wyposażona w urządzenia filtrowentylacyjne i demagnetyzacyjne.
Załoga okrętu składa się z 30 osób – 4 oficerów, 6 podoficerów i 20 marynarzy.

## Służba

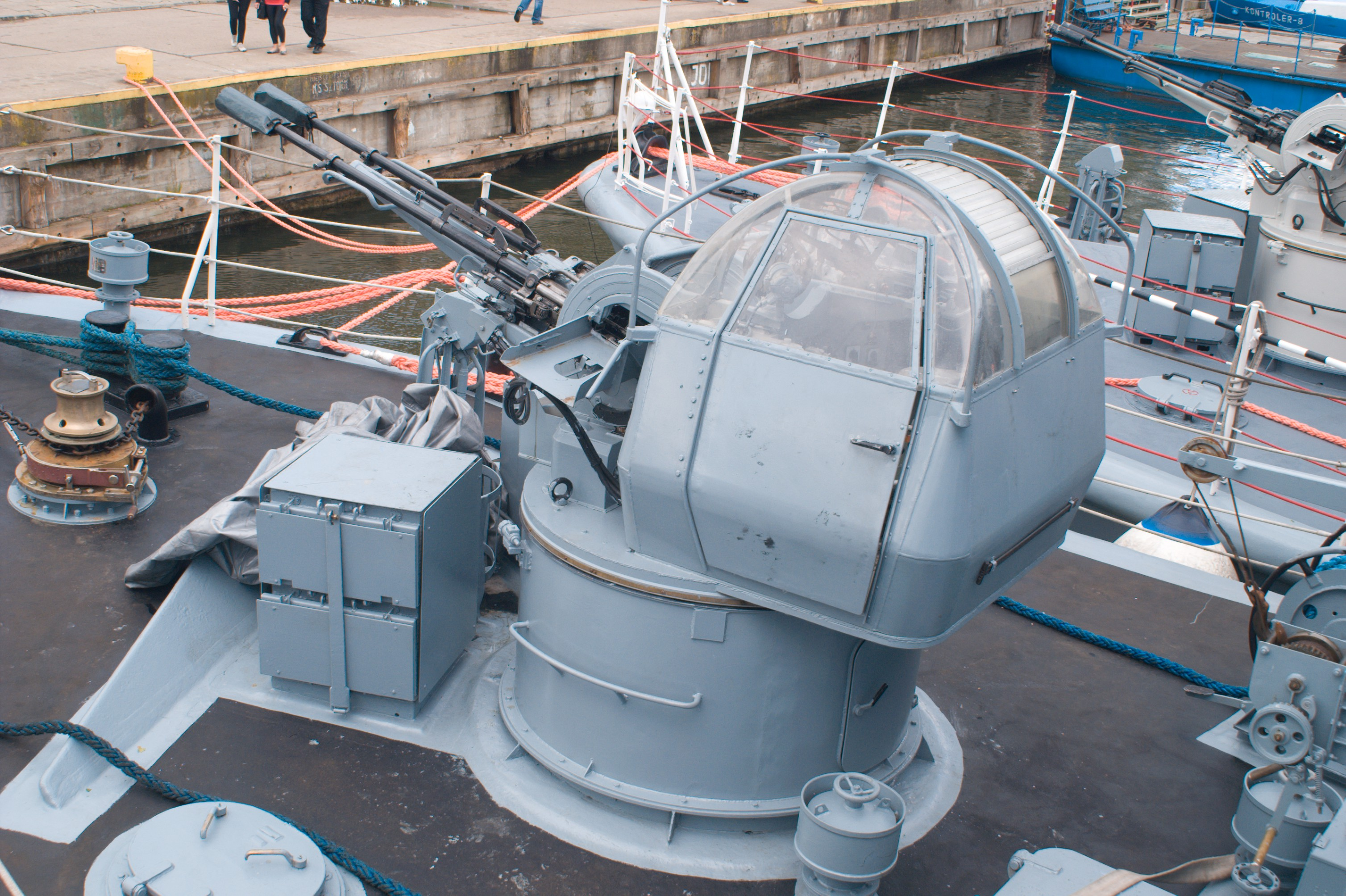
Zestaw ZU-23-2M Wróbel na pokładzie ORP „Gardno”

ORP „Gardno” z oznaczeniem burtowym 631 wszedł w skład 13. Dywizjonu Trałowców 9. Flotylli Obrony Wybrzeża, stacjonując na Helu, a jego pierwszym dowódcą został kpt. mar. Marian Kazubek. W październiku 1985 roku okręt został przeniesiony do 12. Dywizjonu Trałowców 8. Flotylli Obrony Wybrzeża w Świnoujściu. W dniach 25-30 sierpnia 1995 roku trałowce OORP „Gardno”, „Necko”, „Nakło” i zbiornikowiec ORP „Bałtyk” wzięły udział w polsko-holenderskich ćwiczeniach na Morzu Północnym. Od 31 października do 6 listopada 1998 roku okręt (wraz z bliźniaczym ORP „Resko”) uczestniczył w międzynarodowych ćwiczeniach sił przeciwminowych Baltic Endeavour ’98, pod dowództwem kmdr. ppor. Andrzeja Wojtkowiaka. W roku 2000 jednostka uczestniczyła w polsko-niemiecko-francuskich manewrach obrony przeciwminowej Baltica 2000 (maj), ćwiczeniach przeciwminowych Open Spirit 2000 (5 września – oczyszczanie toru podejściowego do portu w Rydze, pod dowództwem kmdr. ppor. Andrzeja Wojtkowiaka), a także w manewrach Baltic Endeavour 2000 na wodach Zatoki Kilońskiej (23-28 października, razem z „Jamno”). W dniach 9-13 października 2002 roku ORP „Gardno” wraz z bliźniaczymi trałowcami „Necko”, „Nakło” i „Drużno” brał udział w operacji przeciwminowej w Zatoce Pomorskiej z okrętami duńskimi (Passex 2002).
Od 21 do 24 lutego 2005 roku jednostka (wraz z trałowcami „Bukowo” i „Dąbie”, okrętem transportowo-minowym „Lublin” i okrętem ratowniczym „Semko”) uczestniczyła w manewrach Passex 2005, a 7 marca w polsko-niemieckich ćwiczeniach obrony przeciwminowej na Zatoce Pomorskiej (razem z OORP „Dąbie” i „Sarbsko”). 4 maja „Gardno”, „Dąbie”, „Sarbsko” oraz okręt wsparcia logistycznego „Kontradmirał Xawery Czernicki” wzięły udział wspólnie z okrętami niemieckimi i francuskimi w manewrach obrony przeciwminowej Baltica 2005. We wrześniu 2006 roku okręt wziął udział w ćwiczeniach Anakonda 2006. 31 sierpnia 2007 roku dowódcą jednostki został kmdr ppor. Aleksander Urbanowicz. W grudniu 2007 roku Gdyński Terenowy Oddział Techniki Morskiej Departamentu Zaopatrywania Sił Zbrojnych zawarł umowę ze Stocznią Marynarki Wojennej na remont eksploatacyjny i dokowy okrętu (wraz z bliźniaczymi trałowcami „Mielno”, „Wicko” i „Nakło”) na łączną kwotę 31,5 mln zł.
31 marca 2009 roku, podczas remontu stoczniowego, załoga okrętu obchodziła jubileusz 25-lecia służby ORP „Gardno” w Marynarce Wojennej (w uroczystości uczestniczyła m.in. matka chrzestna jednostki, Krystyna Fabisz). W czerwcu 2011 roku trałowce „Gardno”, „Nakło” i „Drużno” uczestniczyły w międzynarodowych ćwiczeniach BALTOPS 2011, a dokładnie rok później OORP „Gardno”, „Jamno” i „Mielno” wzięły udział w kolejnej edycji tych ćwiczeń . W czerwcu 2013 roku trałowiec także uczestniczył w ćwiczeniach Baltops, tym razem w towarzystwie okrętu podwodnego „Orzeł”, okrętu dowodzenia siłami obrony przeciwminowej „Kontradmirał Xawery Czernicki” i bliźniaczych jednostek „Gopło”, „Mamry”, „Wdzydze”, „Bukowo” i „Hańcza” . Oprócz współdziałania z okrętami obcych marynarek, ORP „Gardno” brał udział w licznych manewrach i ćwiczeniach 8. Flotylli Obrony Wybrzeża i Sił Zbrojnych RP, m.in. Wargacz-12 (maj 2012 roku) czy Anakonda-12 (wrzesień 2012 roku)  .
Podczas długoletniej służby modernizacji poddano uzbrojenie i wyposażenie radioelektroniczne okrętu: w połowie lat 80. stanowisko 2M-3M kal. 25 mm zastąpiono podwójnym zestawem działek przeciwlotniczych ZU-23-2M Wróbel (z zapasem amunicji wynoszącym 1592 naboje), a radar TRN-823 został zastąpiony nowszym SRN-302. W pierwszej dekadzie XXI wieku dokonano niemal zupełnej wymiany wyposażenia radioelektronicznego, które w 2012 roku składało się z sonaru MG-79, radaru nawigacyjnego BridgeMaster E256/6/N, radiostacji i odbiorników HF Sailor 5000, Rohde & Schwarz EK 896, EKD 300 i EKD 500 oraz radiostacji VHF Rohde & Schwarz XT M3SR 4400 i RS 6115/2 Brzęczka.
W marcu 2017 roku Komenda Portu Wojennego Świnoujście ogłosiła zwycięzcę przetargu na remont bieżący i dokowy ORP „Gardno”, którym została Stocznia Remontowa Nauta (zakres podstawowy 3,3 mln zł, opcja 1,8 mln zł, gwarancja 2 lata). Jednostka nadal służy w polskiej flocie, a jej dowódcą jest od 3 listopada 2016 roku kmdr ppor. Bartłomiej Radwański (stan na 2018 rok)  .